# 주통 (전한)
주통(朱通, ? ~ 기원전 163년) 또는 주진(朱進)은 전한 초기의 관료이다.

## 행적
집모(執矛)가 되어 고조를 따랐고, 중위가 되어 조구를 물리쳤다.
고후 4년(기원전 184년), 여나라 승상에 임명되고 중읍후(中邑侯)에 봉해져 식읍 6백 호를 받았다.
문제 후원년(기원전 163년)에 죽으니 시호를 정(貞)이라 하였고, 작위는 아들 주도가 이었다.

## 출전
- 사마천, 《사기》 권19 혜경간후자연표
- 반고, 《한서》 권16 고혜고후문공신표

| 전임 주창 | 전한의 중위 (기원전 203년 당시) | 후임 병천 |

|  | 전한의 중읍후 기원전 184년 ~ 기원전 163년 | 후임 아들 주도 |